# 2020 w lekkoatletyce
2020 w lekkoatletyce – prezentacja sezonu 2020 w lekkoatletyce.
Większość zawodów lekkoatletycznych w sezonie 2020 zostało odwołane lub przełożone na inne terminy z powodu pandemii COVID-19. Najważniejszą imprezą międzynarodową którą udało się rozegrać były mistrzostwa świata w półmaratonie w Gdyni.

## Zawody międzynarodowe

### Światowe
| Zawody                                                                      | Miejsce | Data                  | Źródło      |
| --------------------------------------------------------------------------- | ------- | --------------------- | ----------- |
| Halowe mistrzostwa świata (przełożone na sezon 2023)                        | Nankin  | 13 – 15 marca         | [ 1 ] [ 2 ] |
| Mistrzostwa świata juniorów (przełożone na sezon 2021)                      | Nairobi | 7 – 12 lipca          | [ 3 ]       |
| Drużynowe mistrzostwa świata w chodzie sportowym (przełożone na sezon 2022) | Mińsk   | 2 – 3 maja            | [ 4 ]       |
| Igrzyska olimpijskie (przełożone na sezon 2021)                             | Tokio   | 31 lipca – 9 sierpnia | [ 5 ]       |
| Mistrzostwa świata w półmaratonie                                           | Gdynia  | 17 października       | [ 6 ]       |
| Mistrzostwa świata w biegach górskich (odwołane)                            | Haría   | 13 – 14 listopada     | [ 7 ]       |

### Międzykontynentalne
| Zawody                                    | Miejsce                | Data         | Źródło |
| ----------------------------------------- | ---------------------- | ------------ | ------ |
| Mistrzostwa ibero-amerykańskie (odwołane) | Santa Cruz de Tenerife | 22 – 24 maja | [ 8 ]  |

### Kontynentalne

#### Afryka
| Zawody                                                               | Miejsce | Data          | Źródło |
| -------------------------------------------------------------------- | ------- | ------------- | ------ |
| Mistrzostwa Afryki (odwołane)                                        | Oran    | 22–26 czerwca | [ 9 ]  |
| Mistrzostwa Afryki w biegach przełajowych (przełożone na sezon 2022) | Lomé    | 6–8 kwietnia  | [ 10 ] |

#### Ameryka Północna, Południowa i Karaiby
| Zawody                                       | Miejsce    | Data           | Źródło |
| -------------------------------------------- | ---------- | -------------- | ------ |
| Halowe mistrzostwa Ameryki Płd.              | Cochabamba | 1 – 2 lutego   | [ 11 ] |
| Puchar panamerykański w biegach przełajowych | Victoria   | 29 lutego      | [ 12 ] |
| Mistrzostwa Ameryki Płd. w chodzie sportowym | Lima       | 7 – 8 marca    | [ 13 ] |
| CARIFTA Games (odwołane)                     | Hamilton   | 10–13 kwietnia | [ 14 ] |

#### Azja
| Zawody                                             | Miejsce   | Data           | Źródło |
| -------------------------------------------------- | --------- | -------------- | ------ |
| Halowe mistrzostwa Azji (odwołane)                 | Hangzhou  | 12 – 13 lutego | [ 15 ] |
| Mistrzostwa Azji w chodzie sportowym (odwołane)    | Nomi      | 15 marca       | [ 16 ] |
| Mistrzostwa Azji w biegach przełajowych (odwołane) | Hongkong  | 29 marca       | [ 17 ] |
| Mistrzostwa Azji juniorów (odwołane)               | Bangkok   | 14 – 17 maja   | [ 18 ] |
| Mistrzostwa Azji sztafet (odwołane)                | Chongqing | 6 czerwca      | [ 19 ] |

#### Europa
| Zawody                                                           | Miejsce     | Data           | Źródło |
| ---------------------------------------------------------------- | ----------- | -------------- | ------ |
| Halowe mistrzostwa krajów bałkańskich                            | Stambuł     | 15 lutego      | [ 20 ] |
| Puchar Europy w rzutach (przełożone na sezon 2021)               | Leiria      | 21–22 marca    | [ 21 ] |
| Puchar Europy w biegu na 10 000 metrów (odwołane)                | Londyn      | 6 czerwca      | [ 22 ] |
| Mistrzostwa Europy w biegach górskich (przełożone na sezon 2021) | Cinfães     | 4 lipca        | [ 23 ] |
| Mistrzostwa Europy juniorów młodszych (przełożone na sezon 2021) | Rieti       | 16–19 lipca    | [ 24 ] |
| Mistrzostwa Europy (odwołane)                                    | Paryż       | 26–30 sierpnia | [ 25 ] |
| Mistrzostwa krajów bałkańskich                                   | Kluż-Napoka | 10–20 września | [ 26 ] |
| Mistrzostwa Europy w biegach przełajowych (odwołane)             | Dublin      | 13 grudnia     | [ 27 ] |

### Mistrzostwa krajowe
| Kraj   | Zawody                             | Miejsce   | Data              | Źródło |
| ------ | ---------------------------------- | --------- | ----------------- | ------ |
| Polska | Halowe mistrzostwa Polski seniorów | Toruń     | 29 lutego–1 marca | [ 28 ] |
| Polska | Mistrzostwa Polski seniorów        | Włocławek | 28–30 sierpnia    | [ 29 ] |

## Rekordy

### Rekordy świata
Źródło: worldathletics.org.

#### Hala

##### Kobiety
| Konkurencja | Zawodniczka   | Reprezentacja | Rezultat | Miejsce | Data              |
| ----------- | ------------- | ------------- | -------- | ------- | ----------------- |
| trójskok    | Yulimar Rojas | Wenezuela     | 15,43    | Madryt  | 21 lutego(dts) br |

##### Mężczyźni
| Konkurencja   | Zawodnik         | Reprezentacja | Rezultat | Miejsce | Data              |
| ------------- | ---------------- | ------------- | -------- | ------- | ----------------- |
| skok o tyczce | Armand Duplantis | Szwecja       | 6,17     | Toruń   | 8 lutego(dts) br  |
| skok o tyczce | Armand Duplantis | Szwecja       | 6,18     | Glasgow | 15 lutego(dts) br |

#### Stadion

##### Kobiety
| Konkurencja         | Zawodniczka                                                    | Reprezentacja     | Rezultat  | Miejsce       | Data                   |
| ------------------- | -------------------------------------------------------------- | ----------------- | --------- | ------------- | ---------------------- |
| bieg na 5000 m      | Letesenbet Gidey                                               | Etiopia           | 14:06,62  | Walencja      | 7 października(dts) br |
| półmaraton          | Ababel Yeshaneh                                                | Etiopia           | 1:04:31   | Ras al-Chajma | 21 lutego(dts) br      |
| bieg godzinny       | Sifan Hassan                                                   | Holandia          | 18,930 km | Bruksela      | 4 września(dts) br     |
| sztafeta 4 × 1500 m | Colleen Quigley Elise Cranny Karissa Schweizer Shelby Houlihan | Stany Zjednoczone | 16:27,02  | Portland      | 31 lipca(dts) br       |

##### Mężczyźni
| Konkurencja      | Zawodnik         | Reprezentacja   | Rezultat  | Miejsce  | Data                   |
| ---------------- | ---------------- | --------------- | --------- | -------- | ---------------------- |
| bieg na 5000 m   | Joshua Cheptegei | Uganda          | 12:35,36  | Monako   | 14 sierpnia(dts) br    |
| bieg na 10 000 m | Joshua Cheptegei | Uganda          | 26:11,00  | Walencja | 7 października(dts) br |
| bieg na 5 km     | Joshua Cheptegei | Uganda          | 12:51     | Monako   | 16 lutego(dts) br      |
| bieg na 10 km    | Rhonex Kipruto   | Kenia           | 26:24     | Walencja | 12 stycznia(dts) br    |
| półmaraton       | Kibiwott Kandie  | Kenia           | 57:32     | Walencja | 6 grudnia(dts) br      |
| bieg godzinny    | Mo Farah         | Wielka Brytania | 21,330 km | Bruksela | 4 września(dts) br     |

### Rekordy kontynentów

#### Afryka
Źródło: worldathletics.org.

##### Hala

###### Mężczyźni
| Konkurencja | Zawodnik      | Reprezentacja | Rezultat | Miejsce | Data             |
| ----------- | ------------- | ------------- | -------- | ------- | ---------------- |
| trójskok    | Fabrice Zango | Burkina Faso  | 17,77    | Paryż   | 2 lutego(dts) br |

##### Stadion

###### Kobiety
| Konkurencja    | Zawodniczka      | Reprezentacja | Rezultat | Miejsce       | Data                   |
| -------------- | ---------------- | ------------- | -------- | ------------- | ---------------------- |
| bieg na 5000 m | Letesenbet Gidey | Etiopia       | 14:06,62 | Walencja      | 7 października(dts) br |
| bieg na 1000 m | Faith Kipyegon   | Kenia         | 2:29,15  | Monako        | 14 sierpnia(dts) br    |
| półmaraton     | Ababel Yeshaneh  | Etiopia       | 1:04:31  | Ras al-Chajma | 21 lutego(dts) br      |

###### Mężczyźni
| Konkurencja      | Zawodnik         | Reprezentacja | Rezultat | Miejsce  | Data                   |
| ---------------- | ---------------- | ------------- | -------- | -------- | ---------------------- |
| bieg na 5000 m   | Joshua Cheptegei | Uganda        | 12:35,36 | Monako   | 14 sierpnia(dts) br    |
| bieg na 10 000 m | Joshua Cheptegei | Uganda        | 26:11,00 | Walencja | 7 października(dts) br |
| bieg na 5 km     | Joshua Cheptegei | Uganda        | 12:51    | Monako   | 16 lutego(dts) br      |
| bieg na 10 km    | Rhonex Kipruto   | Kenia         | 26:24    | Walencja | 12 stycznia(dts) br    |
| półmaraton       | Kibiwott Kandie  | Kenia         | 57:32    | Walencja | 6 grudnia(dts) br      |

#### Ameryka Południowa
Źródło: worldathletics.org.

##### Hala

###### Kobiety
| Konkurencja | Zawodniczka   | Reprezentacja | Rezultat | Miejsce | Data              |
| ----------- | ------------- | ------------- | -------- | ------- | ----------------- |
| trójskok    | Yulimar Rojas | Wenezuela     | 15,43    | Madryt  | 21 lutego(dts) br |

###### Mężczyźni
| Konkurencja    | Zawodnik     | Reprezentacja | Rezultat | Miejsce | Data             |
| -------------- | ------------ | ------------- | -------- | ------- | ---------------- |
| bieg na 1500 m | Thiago André | Brazylia      | 3:39,13  | Toruń   | 8 lutego(dts) br |

##### Stadion

###### Mężczyźni
| Konkurencja  | Zawodnik        | Reprezentacja | Rezultat | Miejsce | Data              |
| ------------ | --------------- | ------------- | -------- | ------- | ----------------- |
| rzut dyskiem | Mauricio Ortega | Kolumbia      | 67,03    | Lovelhe | 29 lutego(dts) br |
| rzut dyskiem | Mauricio Ortega | Kolumbia      | 70,29    | Lovelhe | 22 lipca(dts) br  |

#### Ameryka Północna
Źródło: worldathletics.org.

##### Hala

###### Kobiety
| Konkurencja    | Zawodniczka       | Reprezentacja     | Rezultat | Miejsce   | Data              |
| -------------- | ----------------- | ----------------- | -------- | --------- | ----------------- |
| bieg na 800 m  | Ajeé Wilson       | Stany Zjednoczone | 1:58,29  | Nowy Jork | 8 lutego(dts) br  |
| bieg na milę   | Elinor Purrier    | Stany Zjednoczone | 4:16,85  | Nowy Jork | 8 lutego(dts) br  |
| bieg na 3000 m | Karissa Schweizer | Stany Zjednoczone | 8:25,70  | Boston    | 27 lutego(dts) br |

###### Mężczyźni
| Konkurencja   | Zawodnik        | Reprezentacja     | Rezultat | Miejsce   | Data             |
| ------------- | --------------- | ----------------- | -------- | --------- | ---------------- |
| bieg na 800 m | Donavan Brazier | Stany Zjednoczone | 1:44,22  | Nowy Jork | 8 lutego(dts) br |

##### Stadion

###### Kobiety
| Konkurencja         | Zawodniczka                                                    | Reprezentacja     | Rezultat | Miejsce  | Data             |
| ------------------- | -------------------------------------------------------------- | ----------------- | -------- | -------- | ---------------- |
| bieg na 5000 m      | Shelby Houlihan                                                | Stany Zjednoczone | 14:23,92 | Portland | 10 lipca(dts) br |
| sztafeta 4 × 1500 m | Colleen Quigley Elise Cranny Karissa Schweizer Shelby Houlihan | Stany Zjednoczone | 16:27,02 | Portland | 31 lipca(dts) br |

###### Mężczyźni
| Konkurencja         | Zawodnik                                          | Reprezentacja     | Rezultat | Miejsce  | Data             |
| ------------------- | ------------------------------------------------- | ----------------- | -------- | -------- | ---------------- |
| bieg na 5000 m      | Mohammed Ahmed                                    | Kanada            | 12:47,20 | Portland | 10 lipca(dts) br |
| sztafeta 4 × 1500 m | Evan Jager Grant Fisher Sean McGorty Lopez Lomong | Stany Zjednoczone | 14:34,97 | Portland | 31 lipca(dts) br |

#### Australia i Oceania
Źródło: worldathletics.org.

##### Hala

###### Kobiety
| Konkurencja    | Zawodniczka  | Reprezentacja | Rezultat | Miejsce | Data                |
| -------------- | ------------ | ------------- | -------- | ------- | ------------------- |
| bieg na 1500 m | Jessica Hull | Australia     | 4:04,14  | Boston  | 25 stycznia(dts) br |

###### Mężczyźni
| Konkurencja    | Zawodnik    | Reprezentacja | Rezultat | Miejsce | Data                |
| -------------- | ----------- | ------------- | -------- | ------- | ------------------- |
| bieg na 5000 m | Matt Baxter | Nowa Zelandia | 13:27,61 | Boston  | 24 stycznia(dts) br |

##### Stadion

###### Kobiety
| Konkurencja    | Zawodniczka       | Reprezentacja | Rezultat | Miejsce    | Data                |
| -------------- | ----------------- | ------------- | -------- | ---------- | ------------------- |
| bieg na 1500 m | Jessica Hull      | Australia     | 4:00,42  | Berlin     | 13 września(dts) br |
| skok wzwyż     | Eleanor Patterson | Australia     | 1,99     | Wellington | 28 lutego(dts) br   |
| rzut młotem    | Julia Ratcliffe   | Nowa Zelandia | 72,35    | Hamilton   | 15 lutego(dts) br   |
| rzut młotem    | Lauren Bruce      | Nowa Zelandia | 73,47    | Hastings   | 20 września(dts) br |

###### Mężczyźni
| Konkurencja    | Zawodnik        | Reprezentacja | Rezultat | Miejsce | Data                |
| -------------- | --------------- | ------------- | -------- | ------- | ------------------- |
| bieg na 3000 m | Stewart McSweyn | Australia     | 7:28,02  | Rzym    | 17 września(dts) br |

#### Azja
Źródło: worldathletics.org.

##### Hala

###### Kobiety
| Konkurencja    | Zawodniczka  | Reprezentacja | Rezultat | Miejsce      | Data              |
| -------------- | ------------ | ------------- | -------- | ------------ | ----------------- |
| bieg na 3000 m | Winfred Yavi | Bahrajn       | 8:39,64  | Val-de-Reuil | 14 lutego(dts) br |

###### Mężczyźni
| Konkurencja    | Zawodnik         | Reprezentacja | Rezultat | Miejsce    | Data               |
| -------------- | ---------------- | ------------- | -------- | ---------- | ------------------ |
| bieg na 3000 m | Birhanu Balew    | Bahrajn       | 7:38,67  | Düsseldorf | 4 lutego(dts) br   |
| bieg na 3000 m | Birhanu Balew    | Bahrajn       | 7:34,38  | Liévin     | 19 lutego(dts) br  |
| pchnięcie kulą | Mehrdelan Shahin | Iran          | 20,74    | Teheran    | 9 stycznia(dts) br |

#### Europa
Źródło: worldathletics.org.

##### Hala

###### Kobiety
| Konkurencja    | Zawodniczka             | Reprezentacja | Rezultat | Miejsce | Data              |
| -------------- | ----------------------- | ------------- | -------- | ------- | ----------------- |
| bieg na 5000 m | Konstanze Klosterhalfen | Niemcy        | 14:30,79 | Boston  | 27 lutego(dts) br |

###### Mężczyźni
| Konkurencja    | Zawodnik         | Reprezentacja   | Rezultat | Miejsce | Data              |
| -------------- | ---------------- | --------------- | -------- | ------- | ----------------- |
| bieg na 5000 m | Marc Scott       | Wielka Brytania | 13:08,87 | Boston  | 28 lutego(dts) br |
| skok o tyczce  | Armand Duplantis | Szwecja         | 6,17     | Toruń   | 8 lutego(dts) br  |
| skok o tyczce  | Armand Duplantis | Szwecja         | 6,18     | Glasgow | 15 lutego(dts) br |

##### Stadion

###### Kobiety
| Konkurencja      | Zawodniczka       | Reprezentacja | Rezultat  | Miejsce   | Data                    |
| ---------------- | ----------------- | ------------- | --------- | --------- | ----------------------- |
| bieg na 10 000 m | Sifan Hassan      | Holandia      | 29:36,67  | Hengelo   | 10 października(dts) br |
| bieg godzinny    | Sifan Hassan      | Holandia      | 18,930 km | Bruksela  | 4 września(dts) br      |
| bieg na 100 km   | Dominika Stelmach | Polska        | 7:04:36   | Pabianice | 30 sierpnia(dts) br     |

###### Mężczyźni
| Konkurencja                | Zawodnik             | Reprezentacja   | Rezultat   | Miejsce   | Data                |
| -------------------------- | -------------------- | --------------- | ---------- | --------- | ------------------- |
| bieg na 1500 m             | Jakob Ingebrigtsen   | Norwegia        | 3:28,68    | Monako    | 14 sierpnia(dts) br |
| bieg na 400 m przez płotki | Karsten Warholm      | Norwegia        | 46,87      | Sztokholm | 23 sierpnia(dts) br |
| bieg na 2000 m             | Jakob Ingebrigtsen   | Norwegia        | 4:50,01    | Oslo      | 11 czerwca(dts) br  |
| bieg na 5 km               | Jimmy Gressier       | Francja         | 13:18      | Monako    | 16 lutego(dts) br   |
| bieg na 10 km              | Julien Wanders       | Szwajcaria      | 27:13      | Walencja  | 12 stycznia(dts) br |
| bieg godzinny              | Mo Farah             | Wielka Brytania | 21,330 km  | Bruksela  | 4 września(dts) br  |
| bieg na 25 000 m           | Sondre Nordstad Moen | Norwegia        | 1:12:46,51 | Oslo      | 11 czerwca(dts) br  |

## Tabele światowe

### Hala

#### Kobiety
| Konkurencja               | Rezultat  | Zawodniczka                                                         | Źródło |
| ------------------------- | --------- | ------------------------------------------------------------------- | ------ |
| Bieg na 60 m              | 7,04      | Mikiah Brisco                                                       | [ 37 ] |
| Bieg na 200 m             | 22,57     | Abby Steiner                                                        | [ 38 ] |
| Bieg na 400 m             | 51,32     | Wadeline Jonathas                                                   | [ 39 ] |
| Bieg na 800 m             | 1:57,91   | Jemma Reekie                                                        | [ 40 ] |
| Bieg na 1000 m            | 2:33,47   | Laura Muir                                                          | [ 41 ] |
| Bieg na 1500 m            | 3:59,87   | Konstanze Klosterhalfen                                             | [ 42 ] |
| Bieg na milę              | 4:16,85   | Elinor Purrier                                                      | [ 43 ] |
| Bieg na 3000 m            | 8:25,70   | Karissa Schweizer                                                   | [ 44 ] |
| Bieg na 5000 m            | 14:30,79  | Konstanze Klosterhalfen                                             | [ 45 ] |
| Bieg na 60 m przez płotki | 7,80      | Kendra Harrison                                                     | [ 46 ] |
| Sztafeta 4 × 400 m        | 3:29,36   | Alabama Takyera Roberson D'Jai Baker Tamara Clark Natassha McDonald | [ 47 ] |
| Chód na 3000 m            | 12:27,18  | Antigónī Ntrismpiōtī                                                | [ 48 ] |
| Skok wzwyż                | 2,05      | Marija Łasickienie                                                  | [ 49 ] |
| Skok o tyczce             | 4,95      | Anżelika Sidorowa                                                   | [ 50 ] |
| Skok w dal                | 7,07      | Malaika Mihambo                                                     | [ 51 ] |
| Trójskok                  | 15,43     | Yulimar Rojas                                                       | [ 52 ] |
| Pchnięcie kulą            | 19,70     | Gong Lijiao                                                         | [ 53 ] |
| Pięciobój                 | 4629 pkt. | Noor Vidts                                                          | [ 54 ] |

#### Mężczyźni
| Konkurencja               | Rezultat  | Zawodnik                                                                   | Źródło |
| ------------------------- | --------- | -------------------------------------------------------------------------- | ------ |
| Bieg na 60 m              | 6,44      | Ronnie Baker                                                               | [ 55 ] |
| Bieg na 200 m             | 20,43     | Terrance Laird                                                             | [ 56 ] |
| Bieg na 400 m             | 45,44     | Randolph Ross                                                              | [ 57 ] |
| Bieg na 800 m             | 1:44,22   | Donavan Brazier                                                            | [ 58 ] |
| Bieg na 1000 m            | 2:17,41   | Bryce Hoppel                                                               | [ 59 ] |
| Bieg na 1500 m            | 3:31,04   | Joshua Thompson                                                            | [ 60 ] |
| Bieg na milę              | 3:55,41   | Charlie Hunter                                                             | [ 61 ] |
| Bieg na 3000 m            | 7:32,80   | Getnet Wale                                                                | [ 62 ] |
| Bieg na 5000 m            | 13:08,25  | Shadrack Kipchirchir                                                       | [ 63 ] |
| Bieg na 60 m przez płotki | 7,38      | Grant Holloway                                                             | [ 64 ] |
| Sztafeta 4 × 400 m        | 3:02,77   | Texas A&M University Jamal Walton Carlton Orange Bryce Deadmon Devin Dixon | [ 65 ] |
| Chód na 5000 m            | 18:20,97  | Tom Bosworth                                                               | [ 66 ] |
| Skok wzwyż                | 2,33      | Darryl Sullivan                                                            | [ 67 ] |
| Skok o tyczce             | 6,18      | Armand Duplantis                                                           | [ 68 ] |
| Skok w dal                | 8,41      | Juan Miguel Echevarría                                                     | [ 69 ] |
| Trójskok                  | 17,77     | Fabrice Zango                                                              | [ 70 ] |
| Pchnięcie kulą            | 22,60     | Ryan Crouser                                                               | [ 71 ] |
| Siedmiobój                | 6320 pkt. | Artem Makarenko                                                            | [ 72 ] |

### Stadion

#### Kobiety
| Konkurencja                   | Rezultat  | Zawodniczka                                                                         | Źródło  |
| ----------------------------- | --------- | ----------------------------------------------------------------------------------- | ------- |
| Bieg na 100 m                 | 10,85     | Elaine Thompson-Herah                                                               | [ 73 ]  |
| Bieg na 200 m                 | 21,98     | Shaunae Miller-Uibo                                                                 | [ 74 ]  |
| Bieg na 400 m                 | 50,42     | Beatrice Masilingi                                                                  | [ 75 ]  |
| Bieg na 800 m                 | 1:57,68   | Faith Kipyegon                                                                      | [ 76 ]  |
| Bieg na 1000 m                | 2:29,15   | Faith Kipyegon                                                                      | [ 77 ]  |
| Bieg na 1500 m                | 3:57,40   | Laura Muir                                                                          | [ 78 ]  |
| Bieg na milę                  | 4:29,35   | Katharina Trost                                                                     | [ 79 ]  |
| Bieg na 3000 m                | 8:22,54   | Hellen Obiri                                                                        | [ 80 ]  |
| Bieg na 5000 m                | 14:06,62  | Letesenbet Gidey                                                                    | [ 81 ]  |
| Bieg na 10 000 m              | 29:36,67  | Sifan Hassan                                                                        | [ 82 ]  |
| Bieg na 10 km                 | 29:46     | Sheila Chepkirui Kiprotich                                                          | [ 83 ]  |
| Półmaraton                    | 1:04:31   | Ababel Yeshaneh                                                                     | [ 84 ]  |
| Maraton                       | 2:17:16   | Peres Jechirchir                                                                    | [ 85 ]  |
| Bieg na 3000 m z przeszkodami | 9:06,14   | Hyvin Jepkemoi                                                                      | [ 86 ]  |
| Bieg na 100 m przez płotki    | 12,68     | Nadine Visser                                                                       | [ 87 ]  |
| Bieg na 400 m przez płotki    | 53,79     | Femke Bol                                                                           | [ 88 ]  |
| Sztafeta 4 × 100 m            | 43,47     | SprinTec Sashalee Forbes Natasha Morrison Anastasia Le-Roy Ronda Whyte              | [ 89 ]  |
| Sztafeta 4 × 400 m            | 3:29,60   | Kuba · Zurian Hechavarría · Rose Mary Almanza · Sahily Diago Mesa · Lisneidy Veitía | [ 90 ]  |
| Chód na 20 km                 | 1:26:43   | Elwira Chasanowa                                                                    | [ 91 ]  |
| Chód na 50 km                 | 3:50:42   | Jelena Łaszmanowa                                                                   | [ 92 ]  |
| Skok wzwyż                    | 2,00      | Julija Łewczenko                                                                    | [ 93 ]  |
| Skok o tyczce                 | 4,92      | Katie Nageotte                                                                      | [ 94 ]  |
| Skok w dal                    | 7,03      | Malaika Mihambo                                                                     | [ 95 ]  |
| Trójskok                      | 14,71     | Yulimar Rojas                                                                       | [ 96 ]  |
| Pchnięcie kulą                | 19,53     | Auriol Dongmo                                                                       | [ 97 ]  |
| Rzut dyskiem                  | 70,15     | Valarie Allman                                                                      | [ 98 ]  |
| Rzut młotem                   | 75,45     | Hanna Małyszczyk                                                                    | [ 99 ]  |
| Rzut oszczepem                | 67,61     | Lü Huihui                                                                           | [ 100 ] |
| Siedmiobój                    | 6419 pkt. | Ivona Dadic                                                                         | [ 101 ] |

#### Mężczyźni
| Konkurencja                   | Rezultat  | Zawodnik                                                                 | Źródło  |
| ----------------------------- | --------- | ------------------------------------------------------------------------ | ------- |
| Bieg na 100 m                 | 9,86      | Michael Norman                                                           | [ 102 ] |
| Bieg na 200 m                 | 19,76     | Noah Lyles                                                               | [ 103 ] |
| Bieg na 400 m                 | 44,91     | Justin Robinson                                                          | [ 104 ] |
| Bieg na 800 m                 | 1:43,15   | Donavan Brazier                                                          | [ 105 ] |
| Bieg na 1000 m                | 2:16,46   | Filip Ingebrigtsen                                                       | [ 106 ] |
| Bieg na 1500 m                | 3:28,45   | Timothy Cheruiyot                                                        | [ 107 ] |
| Bieg na milę                  | 3:50,61   | Stewart McSweyn                                                          | [ 108 ] |
| Bieg na 3000 m                | 7:26,64   | Jacob Kiplimo                                                            | [ 109 ] |
| Bieg na 5000 m                | 12:35,36  | Joshua Cheptegei                                                         | [ 110 ] |
| Bieg na 10 000 m              | 26:11,00  | Joshua Cheptegei                                                         | [ 111 ] |
| Bieg na 10 km                 | 26:24     | Rhonex Kipruto                                                           | [ 112 ] |
| Półmaraton                    | 57:32     | Kibiwott Kandie                                                          | [ 113 ] |
| Maraton                       | 2:03:00   | Evans Chebet                                                             | [ 114 ] |
| Bieg na 3000 m z przeszkodami | 8:08,04   | Soufiane El Bakkali                                                      | [ 115 ] |
| Bieg na 110 m przez płotki    | 13,11     | Orlando Ortega                                                           | [ 116 ] |
| Bieg na 400 m przez płotki    | 46,87     | Karsten Warholm                                                          | [ 117 ] |
| Sztafeta 4 × 100 m            | 38,56     | SprinTec Lions Andrew Fisher Everton Clarke Romario Williams Demish Gaye | [ 118 ] |
| Sztafeta 4 × 400 m            | 3:04,32   | Nihon University Yushi Uike Kosuke Shoji Daichi Inoue Tatsuhiro Yamamoto | [ 119 ] |
| Chód na 20 km                 | 1:17:36   | Toshikazu Yamanishi                                                      | [ 120 ] |
| Chód na 50 km                 | 3:41:15   | Matej Tóth                                                               | [ 121 ] |
| Skok wzwyż                    | 2,33      | Maksim Niedasiekau                                                       | [ 122 ] |
| Skok o tyczce                 | 6,15      | Armand Duplantis                                                         | [ 123 ] |
| Skok w dal                    | 8,36      | Wang Jianan                                                              | [ 124 ] |
| Trójskok                      | 17,57     | Christian Taylor                                                         | [ 125 ] |
| Pchnięcie kulą                | 22,91     | Ryan Crouser                                                             | [ 126 ] |
| Rzut dyskiem                  | 71,37     | Daniel Ståhl                                                             | [ 127 ] |
| Rzut młotem                   | 80,70     | Rudy Winkler                                                             | [ 128 ] |
| Rzut oszczepem                | 97,76     | Johannes Vetter                                                          | [ 129 ] |
| Dziesięciobój                 | 8552 pkt. | Kévin Mayer                                                              | [ 130 ] |

## Nagrody

### Kobiety
| Plebiscyt                           | Zwycięzca      | Źródło  |
| ----------------------------------- | -------------- | ------- |
| World Athlete of the Year           | Yulimar Rojas  | [ 131 ] |
| Track & Field Athlete of the Year   | Yulimar Rojas  | [ 132 ] |
| European Athlete of the Year Trophy | Nie przyznano. |         |
| European Athletics Rising Star      | Nie przyznano. |         |

### Mężczyźni
| Plebiscyt                           | Zwycięzca        | Źródło  |
| ----------------------------------- | ---------------- | ------- |
| World Athlete of the Year           | Armand Duplantis | [ 131 ] |
| Track & Field Athlete of the Year   | Armand Duplantis | [ 133 ] |
| European Athlete of the Year Trophy | Nie przyznano.   |         |
| European Athletics Rising Star      | Nie przyznano.   |         |